# ヴァルター・ヴァルリモント
ヴァルター・ヴァルリモント（Walter Warlimont、1894年10月3日 - 1976年10月9日）は、ドイツの陸軍軍人。最終階級はドイツ国防軍砲兵大将。第二次世界大戦後、国防軍最高司令部裁判で終身刑の判決を受けた。

## 経歴
オスナブリュックに書籍販売業者の息子として生まれる。アビトゥーア合格後の1913年2月にニーダーザクセン歩兵砲第10連隊に士官候補生として入営。陸軍大学で学んだのち1914年に少尉に任官。第一次世界大戦には中隊長、副官などとして西部戦線やイタリア戦線に従軍した。
終戦後義勇軍に参加したのち、ヴァイマル共和国軍に採用される。第6砲兵連隊に配属された後、イギリスで3ヶ月間の英語研修を受け、1926年に大尉に昇進し、兵務局（参謀本部）に配属された。兵務局長第二副官、国防経済部を経て、国防省外国軍部に転属となった。1929年に1年間アメリカ陸軍付となり、経済の戦争動員について研究した。帰国後1935年まで砲兵第1連隊で中隊長。1935年、国防省国防経済部長に就任。翌年スペイン内戦の勃発を受けて、国防省軍事全権代表としてフランシスコ・フランコのもとに派遣された。帰国後1937年に第26砲兵連隊長となり、大佐に昇進。1938年、国防軍最高司令部に属する国防軍作戦部（WFA）L部（国土防衛課）課長に任命され、作戦部長アルフレート・ヨードルの代行を兼任した。この間1934年から1939年まで、ベルギー、オランダ、フランス、イギリス、アメリカ合衆国などで視察研修を重ねた。
第二次世界大戦が勃発すると、国防軍作戦部次長として少将に昇進。バルバロッサ作戦の秘密裏の立案や、国際法に違反して約4000人のソビエト連邦の政治将校や共産党活動家の即時処刑を命じる「コミッサール指令」に署名した。1942年に中将に昇進し、1944年4月に砲兵大将に昇進。同年7月20日のヒトラー暗殺未遂事件の際は腕に負傷し、また脳に後遺症を負ったことがのちに明らかになった。8月にフランスで前線を視察した際、エルヴィン・ロンメル元帥同様、戦争遂行が絶望的であると悟った。上官にあたるヨードルの策動もあり、9月になってヒトラーはヴァルリモントへの信用を失い、陸軍総司令部総統予備（待命）に追いやった。

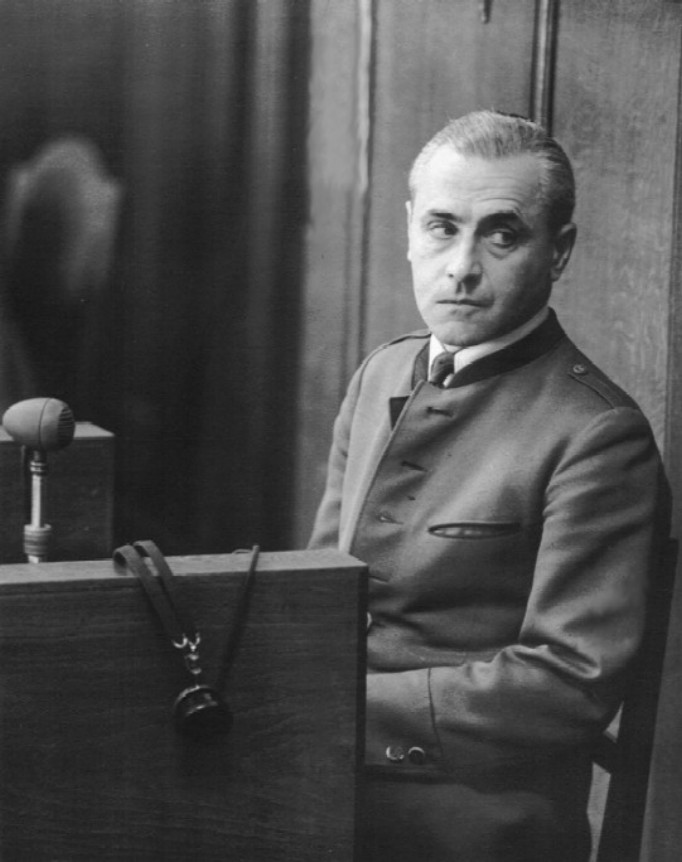
ニュルンベルク継続裁判に出廷したヴァルリモント（1948年6月28日）

戦後、ニュルンベルク継続裁判の一つ国防軍最高司令部裁判で起訴され、1948年10月28日に終身刑判決を受けた。1951年に懲役18年に減刑され、1954年6月にはランツベルク刑務所を釈放された。西ドイツのバイエルン州クロイトで死去した。

## 著書
- Walter Warlimont: Im Hauptquartier der deutschen Wehrmacht 1939-1945, Weltbild Verlag GmbH, Augsburg 1990